# Lohngruppe
Als Lohngruppe wird in der Arbeitswissenschaft und Arbeitsbewertung die meist in Tarifverträgen vorgesehene Entgeltdifferenzierung des Arbeitslohns von Arbeitern in unterschiedlich hohe Lohnniveaus bezeichnet. Pendant ist die Gehaltsgruppe/Tarifgruppe bei Angestellten und im öffentlichen Dienst.
Kriterien bei der Einteilung des Arbeitslohns sind aus der Arbeitsbewertung stammende Lohngruppenmerkmale wie Arbeitsschwere, Ausbildung, Fachkenntnisse, Geschicklichkeit oder Qualifikation, die als maßgeblich für die Eingruppierung aller vorkommenden Tätigkeiten in Lohngruppen angesehen werden. Dies gilt auch für Angestellte bei Gehalts- oder Tarifgruppen. 

## Inhalt
Ursprünglich gab es bis Februar 1940 drei traditionelle Lohngruppen I (für gelernte), II (für angelernte) und III (für ungelernte Arbeiter). Seitdem gibt es wesentlich mehr Lohngruppen, bei denen der Ausbildungsstand weiterhin berücksichtigt wird, aber eine stärkere Entgeltdifferenzierung vorhanden ist. 
Eine allgemeine Einteilung sieht wie folgt aus:
| Lohngruppe | Merkmale |
| ---------- | --- |
| I          | einfache Arbeiten, die nach kurzfristiger Einarbeitungszeit und Unterweisung ausgeführt werden |
| II         | Arbeiten, die nach nicht nur kurzfristiger Einarbeitungszeit und eingehender Unterweisung ausgeführt werden und über die Anforderungen der vorhergehenden Lohngruppe hinausgehen |
| III        | Arbeiten, die Arbeitskenntnis und Fertigkeiten mit einer gewissen Erfahrung voraussetzen und eine Anlernung erfordern |
| IV         | Arbeiten, die Sach- und Arbeitskenntnis und Fertigkeiten mit zusätzlicher Erfahrung voraussetzen, die über die Anforderungen der vorhergehenden Lohngruppen hinausgehen |
| V          | Arbeiten, die umfassende Sach- und Arbeitskenntnis und Fertigkeiten voraussetzen, wie sie durch eine Sonderausbildung und entsprechende Erfahrung erreicht werden |
| VI         | Arbeiten, die ein Spezialkönnen voraussetzen, das entweder durch eine abgeschlossene zweijährige Ausbildung oder eine Ausbildung wie in der vorhergehenden Lohngruppe mit zusätzlicher längerer Erfahrung erreicht wird |
| VII        | Facharbeiten, die ein Können voraussetzen, das durch eine fachentsprechende, ordnungsgemäß abgeschlossene Ausbildung erreicht wird, oder Arbeiten, deren Ausführung gleichwertige Spezialfähigkeiten und Spezialkenntnisse erfordern, auch wenn sie nicht durch eine fachentsprechende, ordnungsgemäß abgeschlossene Ausbildung erworben sind |
| VIII       | schwierige Facharbeiten, die besondere Fertigkeiten und langjährige Erfahrung voraussetzen |
| IX         | besonders schwierige oder hochwertige Facharbeiten, die an das fachliche Können und Wissen hohe Anforderungen stellen und große Selbständigkeit und hohes Verantwortungsbewusstsein voraussetzen |
| X          | hochwertigste Facharbeiten, die überragendes Können, völlige Selbständigkeit, Dispositionsvermögen, umfassendes Verantwortungsbewusstsein und entsprechende theoretische Kenntnisse voraussetzen |

Die Differenzierung der Lohngruppen berücksichtigt die Vorbildung der Arbeiter (ungelernt, angelernt oder gelernt) und die Arbeitsschwere. Die Lohngruppe I setzt keine Ausbildung voraus und betrifft einfachste Arbeiten, die nach kurzer Unterweisung ausgeführt werden können. Die höchste Lohngruppe X erhalten gelernte Facharbeiter, die zu selbständiger Arbeit fähig sind und Verantwortung für andere Arbeiter übernehmen können.
Eine der mittleren Lohngruppen dient als Ecklohn bei Tarifverhandlungen.  

## Gehaltsgruppe/Tarifgruppe
Als Gehaltsgruppe/Gehaltsklasse/Tarifgruppe wird in der Arbeitswissenschaft die meist in Tarifverträgen vorgesehene Entgeltdifferenzierung des Gehalts von Angestellten oder Beamten in unterschiedlich hohe Gehaltsniveaus bezeichnet. Dies trifft auch auf Tarifgruppen zu, die überwiegend im Dienstleistungssektor durch einen Manteltarifvertrag für einen bestimmten Wirtschaftszweig geschlossen werden. Eine Gehaltsgruppe/Gehaltsklasse/Tarifgruppe unterscheidet sich von den anderen durch unterschiedliche Tätigkeitsmerkmale und Qualifikationsanforderungen.